# Коптогай (Атырауская область)
Коптогай (каз. Көптоғай) — село в Курмангазинском районе Атырауской области Казахстана. Административный центр Коптогайского сельского округа. Находится примерно в 49 км к западу от села Ганюшкино. Код КАТО — 234651100.

## Население
В 1999 году население села составляло 853 человека (403 мужчины и 450 женщин). По данным переписи 2009 года, в селе проживало 836 человек (415 мужчин и 421 женщина).